# Mecanisme de reacció

Esquema del mecanisme d'una reacció d'eliminació E2 d'un haloalcà per donar un alquè que transcorre en una sola etapa (reacció elemental). Les fletxes vermelles indiquen el moviment de les parelles d'electrons que canvien els enllaços covalents. Els electrons d'un nucleòfil Nu^{–} ataquen l'hidrogen que té baixa densitat electrònica, provocant que els electrons que l'enllaçaven amb el carboni es desplacin cap a l'altre carboni i desplaci, a la vegada, els electrons de l'enllaç del segon carboni amb l'halogen X, perquè és un element electronegatiu, provocant la ruptura de l'enllaç.

El mecanisme de reacció és la descripció dels distints processos elementals successius que componen una reacció química complexa.
L'estudi dels processos detallats dels mecanismes de reacció és important per diverses raons, incloent-hi l'ajuda que ofereix en la comprensió i el control de les reaccions químiques. Moltes reaccions d'una gran importància comercial poden seguir més d'un camí de reacció; el coneixement dels mecanismes de reacció pot permetre seleccionar les condicions de reacció que afavoreixen un camí sobre un altre, proporcionant així quantitats màximes dels productes desitjats i mínimes dels indesitjables. A més, basant-se en els mecanismes de reacció, a vegades és possible trobar correlacions entre sistemes que no estan relacionats de manera evident. La capacitat per establir aquestes analogies fa possible predir el curs de reaccions no experimentades. Finalment, la informació detallada sobre els mecanismes de reacció permet la unificació i la comprensió de grans cossos de fenòmens aparentment no relacionats, un aspecte de gran importància en la teoria i pràctica de la química.

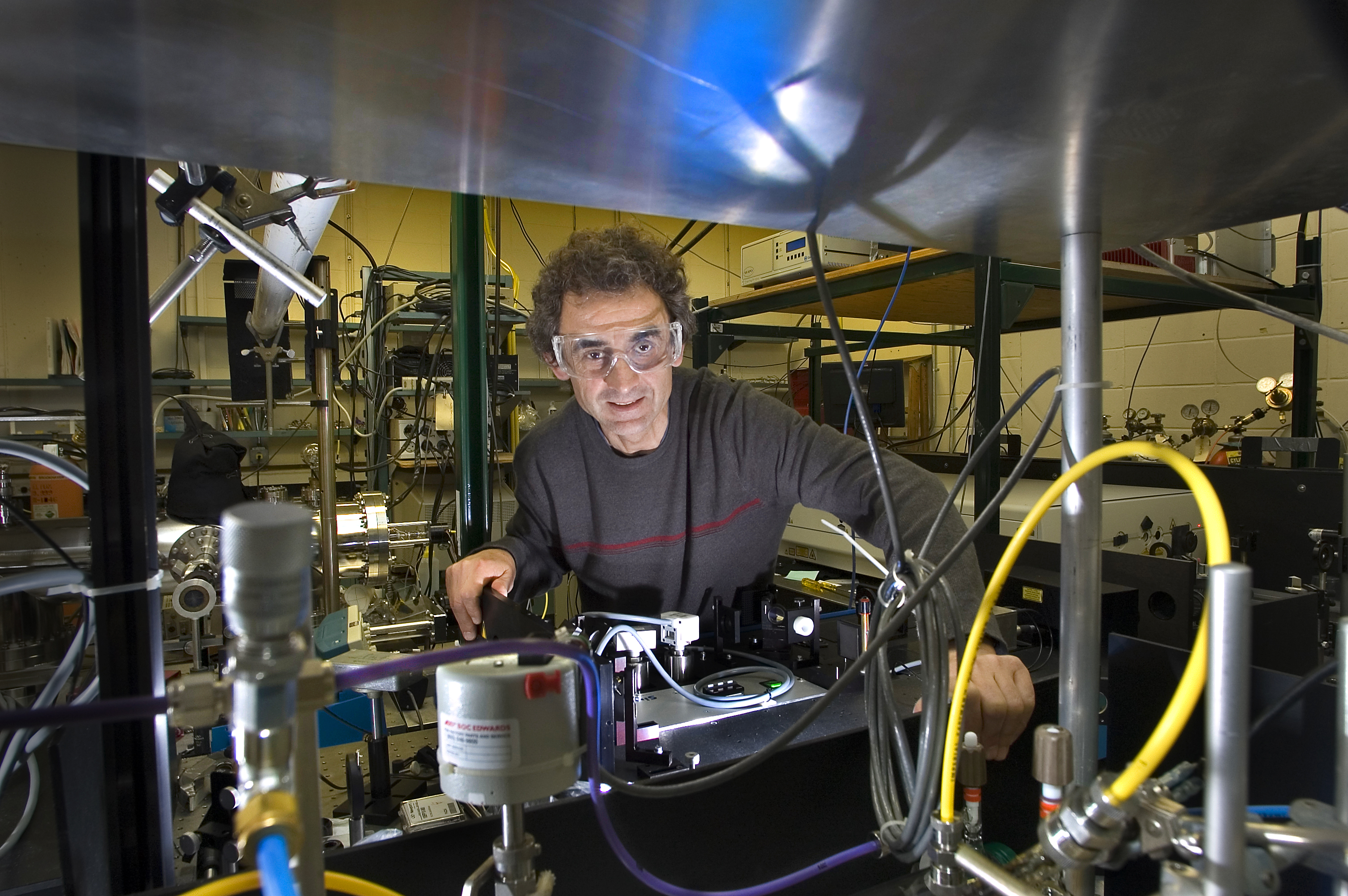
Químic estudiant un mecanisme de reacció emprant polsos làser.

Generalment, les reaccions químiques amb mecanismes d'interès per als químics són aquelles que ocorren en solució i que impliquen la ruptura i la reformació d'enllaços covalents entre àtoms. L'interès en aquestes reaccions és especialment gran perquè són les reaccions mitjançant les quals es preparen materials com els plàstics, els colorants, les fibres sintètiques i els fàrmacs, i perquè la majoria de les reaccions bioquímiques són d'aquest tipus. A més, aquestes reaccions solen ocórrer en uns temps convenients per a l'estudi, ni massa ràpides ni massa lentes, i en condicions que es poden manipular fàcilment per a fins experimentals. D’acord amb la realitat observable de la reacció química, en la qual uns reactius coneguts es transformen en uns productes, la investigació del camí a través del qual ocorre dita transformació, tot i que sovint és un procés molt complex, pot ser feta comptant amb l’ajut de diversos factors i tècniques, entre els quals cal esmentar el coneixement de la natura de tots els productes formats, com també llurs proporcions relatives respecte als reactius; la interpretació de dades cinètiques (cinètica química), que constitueix probablement la font més abundant per a la investigació del mecanisme; l’ús d’isòtops (marcatge, traçador); la detecció i l’estudi d’intermediaris de reacció, i l’aplicació de criteris estereoquímics i de relacions estructura-activitat. Fins i tot en les reaccions químiques més senzilles es produeixen una sèrie de processos (trencament d’enllaços, formació d’intermediaris de reacció i de nous enllaços) que tenen lloc en fraccions de segon (de l'ordre dels 10–12 s o picosegons) i que fan molt difícil l’anàlisi detallada del procés.

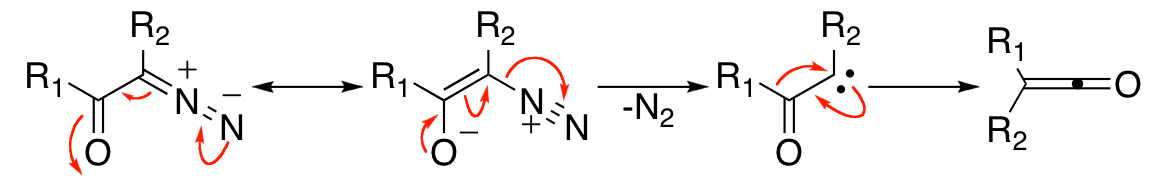
Mecanisme de la transposició de Wolff en la qual l'α-diazocetona R_{1}COCR_{2}N≡N perd una molècula de nitrogen i es forma una cetena O=C=CR_{1}R_{2}. Els desplaçaments d'electrons s'indiquen amb fletxes vermelles. La reacció avança d'esquerra a dreta.

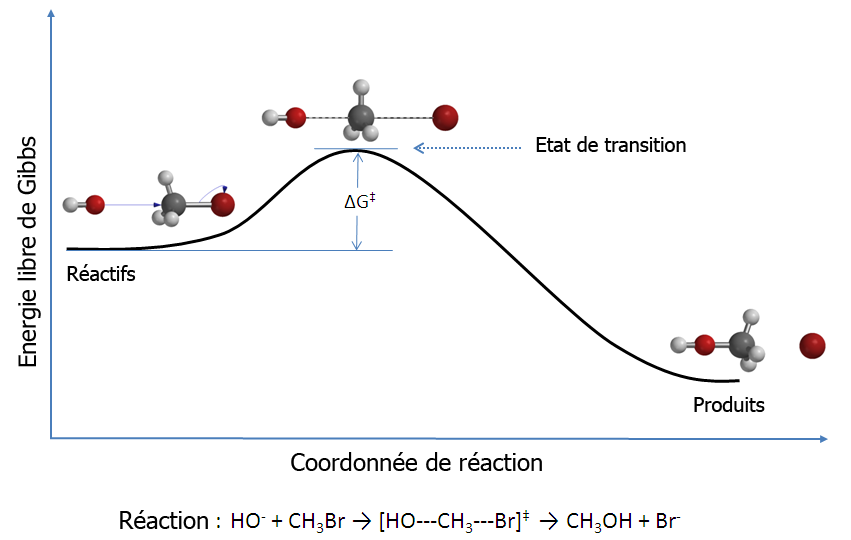
Representació dels canvis de l'energia de Gibbs en la reacció de substitució S_{N}1 del bromometà per a donar metanol.

Les reaccions químiques impliquen canvis en les posicions relatives dels àtoms dins i entre les molècules, així com desplaçaments dels electrons que mantenen els àtoms units mitjançant enllaços químics. Els mecanismes de reacció, per tant, han d'incloure descripcions d'aquests moviments en relació amb el canvi espacial i també en relació amb el temps. La ruta global de canvi és anomenada curs de la reacció, i el procés detallat pel qual es produeix el canvi es coneix com el camí o la trajectòria de la reacció.
També són importants per a l'estudi dels mecanismes de reacció els requisits energètics de les reaccions. La majoria de les reaccions d'interès són processos activats, és a dir, processos que han de rebre un subministrament d'energia, dita energia d'activació, abans de poder ocórrer. L'energia es consumeix en portar els reactius a un complex activat o estat de transició. El complex activat es transforma en el producte de la reacció sense més consum d'energia, sovint, de fet, amb una alliberament d'energia. Quan són possibles diferents camins, el curs real que segueix qualsevol reacció és aquell que requereix menys energia d'activació.

## Tipus de mecanismes
Hi ha dos tipus de mecanismes, segons el nombre d'etapes que hi intervenen:

### Reaccions elementals

La reacció d'eliminació E2 on l'1-bromo-2-metilpropà dona el metilpropè, per acció de l'acetat de potassi, té lloc en una sola etapa, és una reacció elemental.

La reacció de substitució S_{N}2 del bromoetà en medi bàsic per produir etanol té lloc en una sola etapa a través d'un complex activat on el carboni presenta cinc enllaços.

S'anomenen reaccions elementals les que es desenvolupen en una sola etapa. Aquestes reaccions avancen a través de la formació d'un sol complex activat i només cal superar una barrera energètica. Es representen en una sola equació química.
La molecularitat és el nombre de molècules que prenen part com a reactius en una reacció elemental. Depenent del nombre de molècules que hi participen, es classifiquen en: unimoleculars, bimoleculars o trimoleculars, segons si participen una, dues o tres molècules, respectivament. A continuació hi ha:
- Tres exemples de reaccions unimoleculars (dues reaccions de descomposició i una de reordenació), amb equacions de velocitat de reacció respectives {\displaystyle v=k[\mathrm {C_{2}H_{5}Br} ]}, {\displaystyle v=k[\mathrm {CH_{3}N_{2}CH_{3}} ]} i {\displaystyle v=k[\mathrm {CH_{3}\!-\!N\!\equiv \!C} ]}:[3][4]

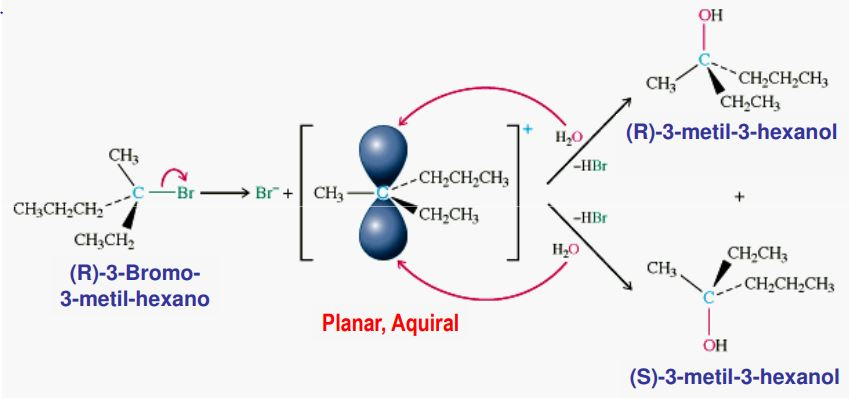
La reacció d'hidròlisi del 3-bromo-3-metilhexà és una reacció de substitució S_{N}1 que té lloc en dues etapes elementals amb un intermediari de reacció.

{\displaystyle {\ce {C2H5Br -> C2H4 + HBr}}}{\displaystyle {\ce {CH3N2CH3 -> C2H6 + N2}}}{\displaystyle {\ce {CH3-N\!\equiv \!C->CH3-C\!\equiv \!N}}}
- Dues reaccions bimoleculars amb lleis de velocitat {\displaystyle v=k[\mathrm {NOI} ]^{2}} i {\displaystyle v=k[\mathrm {CO_{2}} ][\mathrm {O_{2}} ]}, respectivament:[3][4]

{\displaystyle {\ce {2NOI -> 2NO + I2}}}{\displaystyle {\ce {CO + O2 -> CO2 + O}}}
- Una de trimolecular, que són més rares, amb llei de velocitat {\displaystyle v=k[\mathrm {NO} ]^{2}[\mathrm {O_{2}} ]}:[3][4]

{\displaystyle {\ce {2NO + O2 -> 2NO2}}}

### Reaccions per etapes

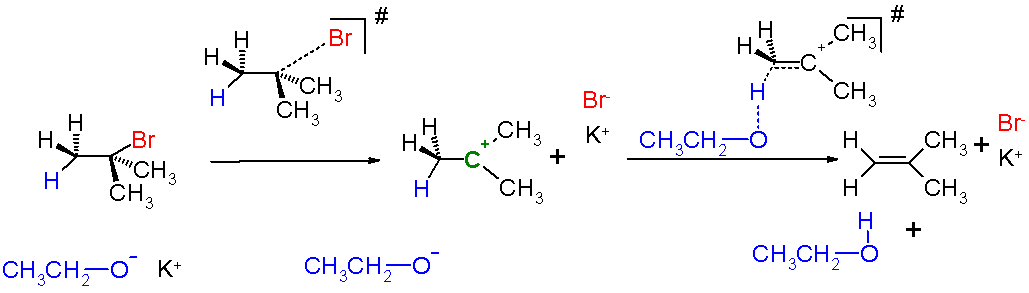
La reacció d'eliminació E1 del 2-bromo-2-metilpropà per a donar metilpropè, per acció de l'acetat de potassi, té lloc en dues etapes, hi ha dos estats de transició i un intermediari de reacció entre ells.

Les reaccions complexes, reaccions compostes o reaccions per etapes, són reaccions químiques on hi ha implicades al menys dues reaccions elementals consecutives i un intermediari de reacció. Aquests intermediaris són molècules que apareixen en el mecanisme de la reacció, però, com que tenen una vida efímera, no apareixen en l'equació global. També hom pot dir que se superen almenys dues barreres energètiques. S'expressa en diverses equacions químiques o una de global que representa l'estat inicial i el final del conjunt de les reaccions, però no explica com ha transcorregut la reacció. És el cas de la reacció de transformació de l'ozó en oxigen {\textstyle {\ce {2O3 -> 3 O2}}} que té lloc en dues etapes que, sumades, donen l'equació global:
{\displaystyle {\begin{aligned}\mathrm {O_{3}\longrightarrow O_{2}+O} \\\mathrm {O+O_{3}\longrightarrow 2O_{2}} \\\hline \mathrm {2O_{3}\longrightarrow 3O_{2}} \end{aligned}}}
També té lloc en dues etapes la reacció del nitrogen amb l'oxigen a alta temperatura, per donar diòxid de nitrogen NO2, dins els motors d'explosió dels vehicles i que és un dels contaminants de l'aire més importants:
{\displaystyle {\begin{aligned}\mathrm {N_{2}+O_{2}\rightleftharpoons 2NO} \\\mathrm {2NO+O_{2}\rightleftharpoons 2NO_{2}} \\\hline \mathrm {N_{2}+2O_{2}\rightleftharpoons 2NO_{2}} \end{aligned}}}

## Espècies que intervenen en el mecanisme d'una reacció

### Trencament inicial d'enllaços
En qualsevol reacció química es produeix la ruptura i la formació de nous enllaços químics. Es trenquen alguns enllaços als reactius i se'n formen d'altres als productes. Des del punt de vista electrònic, per trencar un enllaç covalent no hi ha més que dues formes: ruptura simètrica, quedant a cada fragment un electró dels dos que formaven l'enllaç covalent, i ruptura asimètrica, els dos electrons de l'enllaç queden en el mateix fragment:

Ruptura homolítica de la molècula de diclor per efecte de la llum ultraviolada.

- El procés de ruptura simètrica s'anomena homòlisi i es produeixen com a intermedis dos fragments amb electrons desaparellats, anomenats radicals lliures. Aquests tipus de reaccions s'anomenen reaccions radicalàries i transcorren a través d'un mecanisme radicalari. Als esquemes, per indicar el moviment d'un sol electró es fa servir una fletxa de mitja punta {\displaystyle \rightharpoondown }.[9]

Heteròlisi del 2-bromo-2-metilpropà. El parell d'electrons de l'enllaç covalent es mouen damunt del brom, formant l'anió bromur, i quedant un carbanió.

- El procés de ruptura asimètrica s'anomena heterolisi; el parell d'electrons de l'enllaç es queda en un fragment i, a l'altre fragment, l'orbital atòmic queda buit, i es produeixen dos tipus d'ions: cations o carbocations, amb càrrega elèctrica positiva, i anions o carbanions, amb càrrega elèctrica negativa. Aquest tipus de reaccions es denominen reaccions polars i el mecanisme de la reacció és un mecanisme iònic. Als esquemes, per indicar el moviment dels parells d'electrons, es fa servir una fletxa de punta sencera {\displaystyle \curvearrowleft }.[9]

Reacció amb un reactiu de Grignard on el carboni té densitat de càrrega negativa.

Tot i que la majoria de les molècules orgàniques són elèctricament neutres, els enllaços poden estar polaritzats a conseqüència de la diferent electronegativitat dels àtoms. L'oxigen, el nitrogen, el fluor, el clor, el brom i el iode són més electronegatius que el carboni. El carboni que hi està unit mostra càrrega parcial positiva (δ+), mentre que els altres àtoms (O, N, F, Cl, ...) tenen càrrega parcial negativa (δ–). D'altra banda, l'electronegativitat dels elements metàl·lics és més petita que la del carboni; això fa que l'enllaç entre el carboni i un metall mostri càrrega parcial negativa (δ–) al carboni i càrrega parcial positiva (δ+) al metall i en la mateixa mesura es diu que l'enllaç té un caràcter iònic Per exemple en els reactius de Grignard. Per tant, com a conseqüència de la polaritat de l'enllaç i també com a conseqüència de l'efecte ressonant es creen zones positives i negatives a la molècula que condicionen la reactivitat dels composts. Tenint en compte que les càrregues de signe contrari s'atreuen, la característica principal de totes les reaccions polars és: les zones d'alta densitat electrònica (δ–) d'una molècula reaccionen amb les zones de baixa densitat (δ+) d'una altra molècula com a conseqüència de l'atracció electroestàtica. Per tant, el component que és ric en electrons s'aparella amb un altre que té deficiència d'electrons, originant un nou enllaç.

### Tipus de reactius
Hi ha dos tipus de reactius:
- Un reactiu nucleòfil és una espècie química que té afinitat pels nuclis atòmics, per les càrregues positives. Se simbolitzen com Nu–. Posseeix un àtom ric en electrons i pot formar un enllaç donant un parell d'electrons a un àtom amb deficiència en electrons. Els nucleòfils poden tenir càrrega neutra o negativa. Són nucleòfils neutres: NH3, H2O… i nucleòfils amb càrrega: OH–, Br–, CN–… Les bases de Lewis són donadores d'electrons i es comporten com a nucleòfils.[10]

- Un reactiu electròfil és una espècie química que té afinitat pels electrons. Se simbolitzen com a E+. Té un àtom deficient en electrons i pot formar enllaços acceptant un parell d'electrons d'un reactiu nucleòfil. Els electròfils poden ser neutres o tenir càrrega positiva. Exemples: H+, H3O+, HNO3, BF3, CO2... Els àcids de Lewis són acceptors d'electrons i es comporten com a electròfils.[11]

### Complex activat

Reacció de substitució nucleòfila bimolecular S_{N}2 amb el complex activat al mig.

El complex activat és una supermolècula d'existència transitòria en l'estat de transició. És la configuració molecular fugaç que existeix a la part superior de la barrera energètica, dit estat de transició, que els reactius han de superar per convertir-se en els productes. Se simbolitza entre claudàtors i amb el superíndex {\displaystyle \ddagger } a la dreta. No és estrictament un component del sistema de reacció, perquè no dura més que la durada d'una col·lisió molecular. El complex activat pot tenir propietats pròpies, no reflectides en les dels materials de partida o dels productes i de la reacció, per la qual cosa és de vital importància per determinar el curs de la reacció. La inferència sobre la naturalesa del complex activat és l'essència de l'estudi mecanicista.

### Intermediaris de reacció
Els intermediaris de reacció són espècies químiques d'existència molt curta que apareixen de manera transitòria i en concentracions mínimes en el transcurs de determinades reaccions. Es poden classificar en quatre tipus:

#### Radicals químics

Hiperconjugació d'un radical químic que estabilitza l'electró per deslocalització.

Els radicals químics presenten un electró desaparegut que es troba a l'orbital p del carboni amb hibridació plana sp2. En una reacció es produeix preferentment el radical més estable. Els radicals s'estabilitzen gràcies a la deslocalització electrònica que comporta l'encavalcament de l'orbital p del centre radicalari amb un enllaç σ C–H veí al mateix. Si al metà CH4 hom li lleva un àtom d'hidrogen, queda el radical metil •CH3. Espectroscòpicament es comprova que aquest posseeix una conformació pràcticament plana, amb una hibridació sp2 al carboni i, per tant, amb un orbital p, perpendicular al pla de la molècula, on s'allotjaria l'electró desaparellat. Aquesta consideració també és aplicable a la resta dels radicals alquil. Així, podem considerar el radical etil com un radical metil en què s'ha substituït un hidrogen per un CH3. Un dels enllaços C–H es pot alinear i solapar amb l'orbital p que conté l'electró solitari. D'aquesta manera es produeix una deslocalització parcial del parell d'electrons enllaçants a l'orbital parcialment desocupat. A aquest fet hom en diu hiperconjugació, el qual té un efecte estabilitzant. En augmentar el nombre d'hidrògens substituïts per grups alquil, la hiperconjugació augmenta. L'estabilitat dels radicals és conseqüència d'aquesta hiperconjugació més gran.

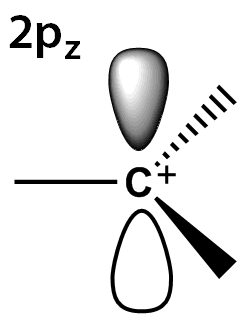
Estructura d'un carbocatió.

#### Carbocations
Els carbocations són intermediaris amb càrrega elèctrica positiva. Són menys estables que els reactius i els productes i tenen una vida mitjana molt curta. El carbocatió és una espècie amb estructura plana on el carboni presenta hibridació sp2 i un orbital p sense hibridar buit perpendicular al pla dels enllaços. L'estabilitat dels carbocations està relacionada amb la seva estructura i amb la capacitat donadora o atraient d'electrons dels substituents del carboni que manté la càrrega positiva. Els grups alquil per efecte inductiu són donadors d'electrons i compensen el buit electrònic del carbocatió, i per tant, com més grups alquil hi hagi, el carbocatió serà més estable. Per contra, grups atractors d'electrons, com els halògens desestabilitzen el carbocatió.

Estructures ressonants del carbocatió al·lil.

Com a norma general un carbocatió terciari (el carboni està enllaçat a tres grups alquil) és més estable que un de secundari (enllaçat a dos grups alquil i a un hidrogen) i aquest, al seu torn, més estable que un de primari (enllaçat a un alquil i dos hidrògens). L'efecte ressonant estabilitza especialment els intermediaris carbocatiònics. Si hom compara els carbocations propil i al·lil, tot i que ambdós carbocations són primaris, el fet que el catió al·lil presenti formes ressonants fa que sigui més estable.

#### Carbanions

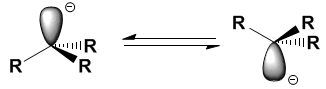
Estructura i inversió d'un carbanió.

Un carbanió és una espècie química on hi ha un àtom de carboni amb un parell d'electrons no enllaçants, que té una càrrega negativa. L'estructura del carbanió és piramidal, excepte quan hi ha opció de ressonància. El carboni té hibridació sp3 i en un dels quatre orbitals híbrids hi ha un parell d'electrons. Els grups R units al carboni condicionen l'estabilitat del carbanió: per efecte inductiu d'aquests grups s'augmenta parcialment la càrrega. A més, per ressonància es possibilita la deslocalització de la càrrega, fent més gran l'estabilitat dels intermediaris. En el cas dels carbanions, un grup donador d'electrons augmenta la càrrega de la zona negativa, per la qual cosa inestabilitza el carbanió.

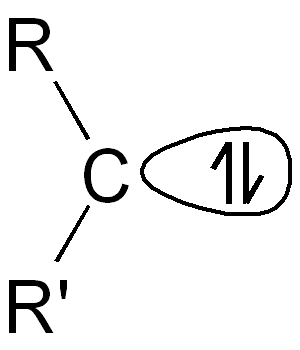
Estructura del carbè.

#### Carbens
Un carbè és una espècie neutra que conté un carboni divalent amb només sis electrons a la seva capa de valència. És molt reactiu i només es pot generar com a intermediari d'una reacció i no com una molècula aïllable. És deficient electrònicament, per la qual cosa es comporta com un electròfil. Un mètode senzill per generar un carbè és tractar el cloroform amb una base forta com el KOH. La pèrdua d'un protó del CHCl3 forma l'anió triclorometanur CCl3–, que expulsa un ió clorur per generar el diclorocarbè, :CCl2.

### Formació dels productes de reacció
El complex activat pot patir noves transformacions que el portin cap a la formació definitiva dels enllaços i dels productes de la reacció. Totes les reaccions són reversibles en principi, i la naturalesa dels productes de la reacció pot afectar el curs de la reacció de diverses maneres. Quan la posició d'equilibri és desfavorable, per exemple, l'acumulació de productes pot provocar una inversió de la reacció. En aquestes circumstàncies, l'eliminació física dels productes (a través de la seva volatilitat o insolubilitat, per exemple) facilita la finalització del procés endavant. De vegades també un dels productes actua com a catalitzador o com a inhibidor, comportament que influeix molt en el curs de la reacció.

## Canvis energètics
Les col·lisions entre molècules són ràpides; per tant, les reaccions que es produeixen espontàniament sempre que els reactius xoquen són ràpides a concentracions ordinàries. Tanmateix, la velocitat d'una reacció pot estar restringida per la seva dependència de l'ocurrència de col·lisions moleculars, perquè, per exemple, els reactius estan presents en quantitats tan petites que les reaccions només es poden produir quan es troben entre si. Es diu que aquesta reacció està controlada per difusió, perquè depèn del procés de difusió per unir les molècules. En aquests casos la viscositat del medi és rellevant; com més viscós, o "gruix", és el medi, més difícil serà la difusió i més lenta serà la reacció.
La majoria de les reaccions presenten una barrera energètica que limita la velocitat de reacció, i és la naturalesa d'aquesta barrera i de la configuració molecular (complex activat) a la seva part superior (estat de transició) la que determina el mecanisme. Segons la teoria de l'estat de transició, la constant de velocitat {\displaystyle k} d'una reacció ve donada per l'equació d'Eyring:
{\displaystyle k={\frac {k_{b}T}{h}}e^{\frac {-\Delta G^{\ddagger }}{RT}}}on:
- {\displaystyle T} = temperatura absoluta
- {\displaystyle \Delta G^{\ddagger }} = energia de Gibbs d'activació
- {\displaystyle \ R} = constant dels gasos
- {\displaystyle \ k_{\mathrm {B} }} = constant de Boltzmann
- {\displaystyle \ h} = constant de Planck.[9]

Diagrama energètic de la reacció de substitució nucleòfila bimolecular S_{N}2. A la part superior hi ha el complex activat, una espècia química fugaç amb només la durada d'una col·lisió molecular.

Els diagrames dels canvis d'energia durant el curs de la reacció s'utilitzen sovint per il·lustrar els aspectes energètics de la reacció. A l'eix vertical es representa l'energia de Gibbs del sistema i a l'eix horitzontal una coordenada de reacció, que representa el grau d'avançament de la reacció (de 0 a 100 %).

Diagrama energètic de la reacció de substitució nucleòfila unimolecular S_{N}1. A la part superior hi ha un mínim relatiu on hi ha un intermediari de reacció, amb una certa estabilitat, situat entre dos estats de transició.

A l'energia mínima dels reactius de dues reaccions SN2 i SN1 com les de la figures adjuntes, l'enllaç entre R'R''R''C–X està totalment format; si s'aplica energia per debilitar l'enllaç R'R''R''C–X de manera constant fins que s'arriba a l'estat de transició (màxim de la corba). Al mateix temps, aquest punt representa l'energia mínima necessària per convertir els reactius en els productes. La corba mostrada s'ha de considerar només com una secció plana d'una superfície d'energia tridimensional relacionada amb les diferents possibles relacions espacials entre els components de la reacció. Aleshores, el pas dels reactius de l'estat inicial als productes es pot considerar anàleg a l'ascens des d'una vall (l'estat inicial) pel coll de muntanya més baix que condueix a una segona vall (els productes), o a una vall intermèdia (l'intermedi de la SN1). Així, tot i que l'estat de transició representa un pic a la corba única representada, realment representa un mínim secundari (o passatge) a la superfície d'energia. Des de la part superior d'aquest pas (l'estat de transició), la molècula només pot baixar, perdent energia per col·lisió. En fer-ho, pot tornar als materials de partida, o pot enllaçar-se amb un altre àtom per donar els productes. En principi, els productes poden estar a una energia més alta o (com es mostra) inferior a la de l'estat inicial. El mecanisme d'una reacció com aquesta es pot considerar completament definit quan es coneixen les estructures i les propietats energètiques dels materials de partida, els productes i l'estat de transició.

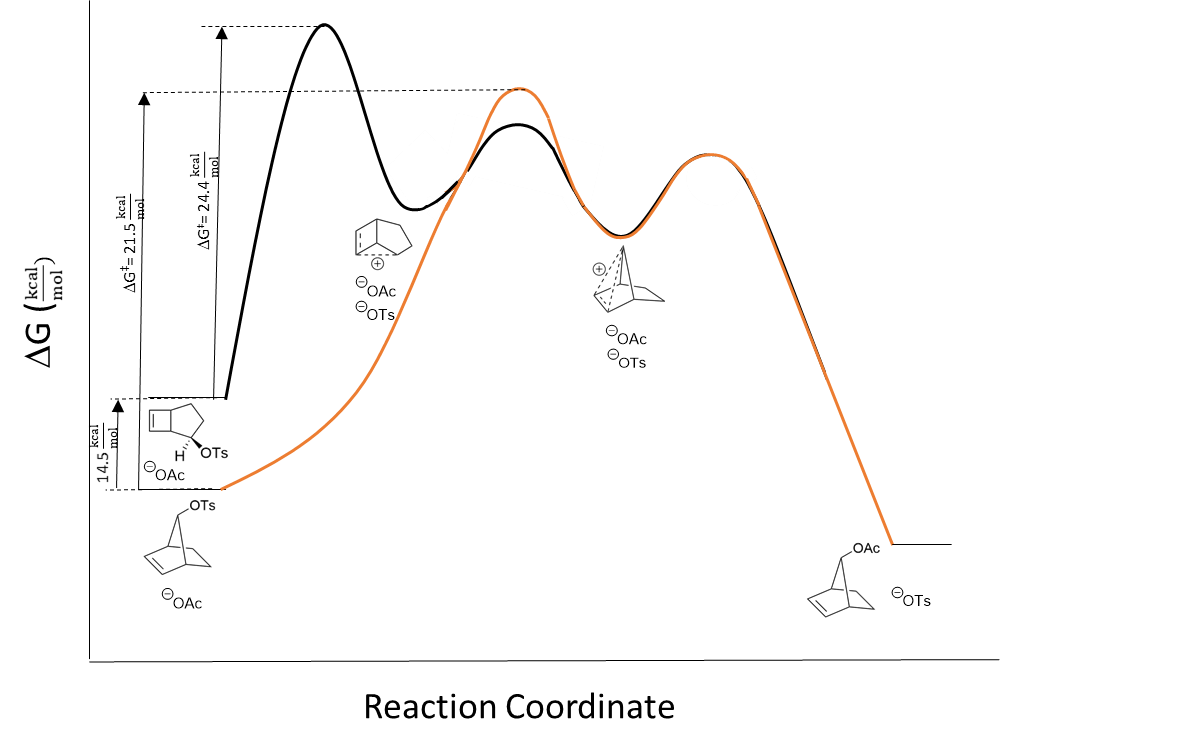
Diagrama d'energia de Gibbs de dues reaccions amb reactius diferents i el mateix producte. La línia negra té dos intermediaris de reacció i la taronja només un. Coincideixen en un intermediari de reacció.

En última instància, hauria de ser possible calcular les propietats de les molècules únicament a partir de les propietats dels seus àtoms constituents i també deduir els estats de transició per a qualsevol de les reaccions que aquestes molècules puguin experimentar. Per a algunes situacions senzilles, ja s'han fet aproximacions a les definicions de mecanisme en aquest grau de detall. Els sistemes que impliquen diversos àtoms, però, requereixen una representació multidimensional del curs de la reacció en lloc de la descripció bidimensional que es mostra a les figures habituals. Els problemes de la computació, i de provar la teoria contra l'experimentació, esdevenen enormes. No obstant això, s'han intentat tractar algunes reaccions simples de sistemes que impliquen fins a uns cinc àtoms.
Per a una reacció que implica diverses etapes, també és necessària una descripció més complicada del curs de la reacció. La figura adjunta mostra dos exemples d'aquesta situació. La reacció en negre presenta dos intermediaris de reacció successius (mínims relatius). El punt més alt del diagrama d'energia correspon a l'energia de l'estat de transició del pas que limita la velocitat de reacció, és a dir, el pas més lent de la reacció, el que governa, o limita, la velocitat global. El progrés al llarg de la coordenada de la reacció no es pot identificar amb el transcurs del temps de la reacció perquè qualsevol parell individual de reactius pot residir durant un temps apreciable en l'estat parcialment activat representat per un dels intermediaris de reacció abans d'aconseguir la reacció final. Un cop els reactius han passat l'estat de transició limitant la velocitat, han de perdre energia (normalment per col·lisió amb altres molècules) per arribar a l'estat final.